# Дом Ваймар-Орламюнде
Ваймар-Орламюнде (на немски: Weimar-Orlamünde) е значима висша благородническа фамилия на графовете на Ваймар-Орламюнде през 10-12 век в днешна Тюрингия. Те са владетели на графство Ваймар-Орламюнде с центрове във Ваймар на Илм и Орламюнде на Зале.
Те са също пфалцграфове на Саксония, маркграфове на Майсен, Истрия и Крайна.
Основателят на рода е граф Вилхелм фон Ваймар († 963), който е женен за дъщеря на херцог Попо от Тюрингия от франкските Бабенберги. През 949 г. той дава на син си Вилхелм II Велики († 1003) дадения му от император Ото III за управление Гау Хузитин (Орламюнде). Вилхелм II става през 1002 г. херцог на Тюрингия.
Граф Ото фон Ваймар († 1067) основава графство Орламюнде и взема това име като фамилно име. Той наследява през 1062 г. графство Ваймар и става също маркграф на Майсен. На 13 май 1112 г. умира с Улрих II фон Ваймар-Орламюнде последният граф на Ваймар и Орламюнде от Ваймерската линия.
Право на наследството има пфалцграф Зигфрид фон Баленщет от род Аскани, син на граф Адалберт II фон Баленщет и пфалцграфиня Аделхайд фон Ваймар-Орламюнде († 28 март 1100), дъщеря и наследничка на споменатия граф Ото I.